# John Andersson
John Andersson (ur. 2 marca 1909, zm. 24 maja 1979) – szwedzki bokser kategorii średniej, medalista mistrzostw Europy.
W Mistrzostwach Europy 1930 w Budapeszcie zdobył  brązowy medal w wadze średniej.